# The Overcoat
The Overcoat è un film muto del 1916 diretto da Rae Berger. Di genere drammatico, prodotto dall'American Film Manufacturing Company e sceneggiato da J. Edward Hungerford, aveva come interpreti William Stowell e Rhea Mitchell.

## Trama
Maurice Norton, uscito dal carcere, vuole cambiare vita e diventare un uomo onesto. Quando si innamora di Belle, una prostituta. i due si ripromettono di aiutarsi a vicenda. Stephen Norton, il padre di Maurice che anni prima aveva rinnegato il figlio, gli chiede perdono. Per farlo tornare a casa, però, mette una condizione: quella di scegliere tra la sua (ricca) famiglia e l'amore di Belle. La donna cerca di convincerlo ad accettare la proposta di suo padre ma Maurice, rendendosi conto che Belle si sta sacrificando per lui, per la prima volta non accetta i suoi consigli e la sposa dopo aver mandato il padre a casa da solo.

## Produzione
Il film fu prodotto dall'American Film Manufacturing Company.

## Distribuzione
Distribuito dalla Mutual, il film uscì nelle sale cinematografiche statunitensi l'8 maggio 1916.

### Conservazione
Non si conoscono copie ancora esistenti della pellicola che viene considerata presumibilmente perduta.